# Antonio Guiteras
Antonio Guiteras y Holmes (22. listopadu 1906 Filadelfie – 8. května 1935 Matanzas) byl kubánský revolucionář a během 30. let 20. století vedoucí kubánský politik.
Jednalo se o zastánce revolučního socialismu, který se účastnil vlády radikálů nastolených po svržení autokratického pravicového kubánského prezidenta Gerarda Machada v roce 1933. V roce 1931 založil Unión Revolucionaria.
Jeho politické myšlenky se formovaly v nestálém politickém ovzduší 20. let. Nejdříve se stal široce známým jako studentský vůdce a společník Julia Antonia Melly, mladého komunistického revolucionáře. Věřil, že svoboda lidí bude dosažena násilnou konfrontací s ustanovenými autoritami, ale současně se držel ideálu demokracie. Za prezidenta Ramóna Grau San Martína (viz kubánská revoluce 1933) byl jmenován ministrem vnitra. Představil mnoho reforem, včetně minimální mzdy, minimálních pracovních nařízení, akademické svobody a znárodnění důležitých odvětví hospodářství. Po "vládě 100 dní" se stal více radikálním a založil politickou organizaci proletariátu s názvem Joven Cuba, která se vzhlížela v antikapitalismu a nacionalismu José Martího.
Podlehl atentátu, spolu s venezuelským revolucionářem Carlosem Apontem, v provincii Matanzas v roce 1935.